# Nissan Fairlady Z
El vendido en Japón como el Nissan Fairlady Z y conocido en otros mercados como el Nissan S30, Nissan Z29 o Datsun 240Z y después como el 260Z y 280Z, fue el primer automóvil deportivo de la serie Z de dos asientos, producido por el fabricante japonés Nissan Motor Company, desde 1969 hasta 1978. Fue diseñado por un equipo liderado por Yoshihiko Matsuo, la cabeza de los Estudios de Diseño de Estilos de Autos Deportivos. HLS30 fue la designación del modelo con volante a la izquierda y HS30 para el de mano derecha, también disponible con volante derecho.
Le han sucedido a su vez varias generaciones, hasta la actual Z (RZ34) presentada en 2020, que se empezaría a producir desde marzo de 2022 como modelo 2023.

## Historia

Logo del Z34.

Nissan llegó al mercado norteamericano en 1958 bajo la marca Datsun. Y con la intención de sustituir al Datsun Fairlady, contrataron al diseñador Albrecht Von Goertz, creador del BMW 507, quien les da la idea de crear un deportivo de mayor tamaño que el mencionado Fairlady, por lo que se trabajó en el diseño del vehículo y, para la parte mecánica, Nissan se asocia con Yamaha Motor Company. El resultado fue el Yamaha YX-30 de 1961, un automóvil que los ejecutivos de Nissan lo vieron como un halo que mejoraría la imagen de su marca para con los consumidores, pero tres años después, en 1964, se dieron cuenta de que el motor DOHC de 2.0 litros que desarrolló Yamaha no cumplía con las expectativas, por lo que el proyecto fue cancelado y Goertz fue despedido. Yamaha crearía un prototipo que le sería presentado a Toyota, el cual se convertiría en el Toyota 2000GT.
Yukata Katayama, presidente de Nissan de Estados Unidos en ese momento, se dio cuenta de la importancia de un automóvil asequible, pero deportivo. El Datsun Fairlady ya había cosechado mucho éxito durante años, que por su precio económico y fiabilidad competía contra los roadsters ingleses e italianos, pero la popularidad de los GT dejaba obsoleto a los pequeños deportivos ligeros.

## Primera generación (1969-1978)

### 240Z/Fairlady Z432

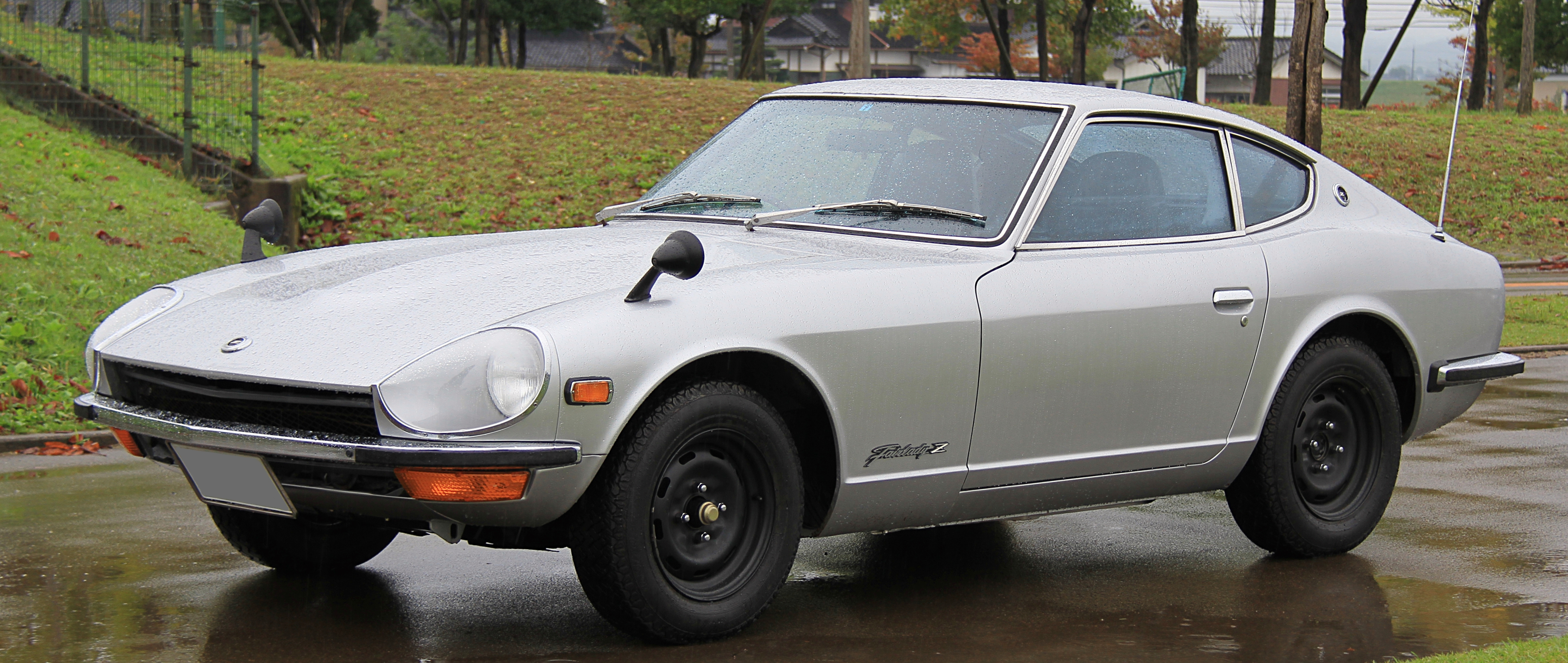
Fairlady Z de 1970-1973.

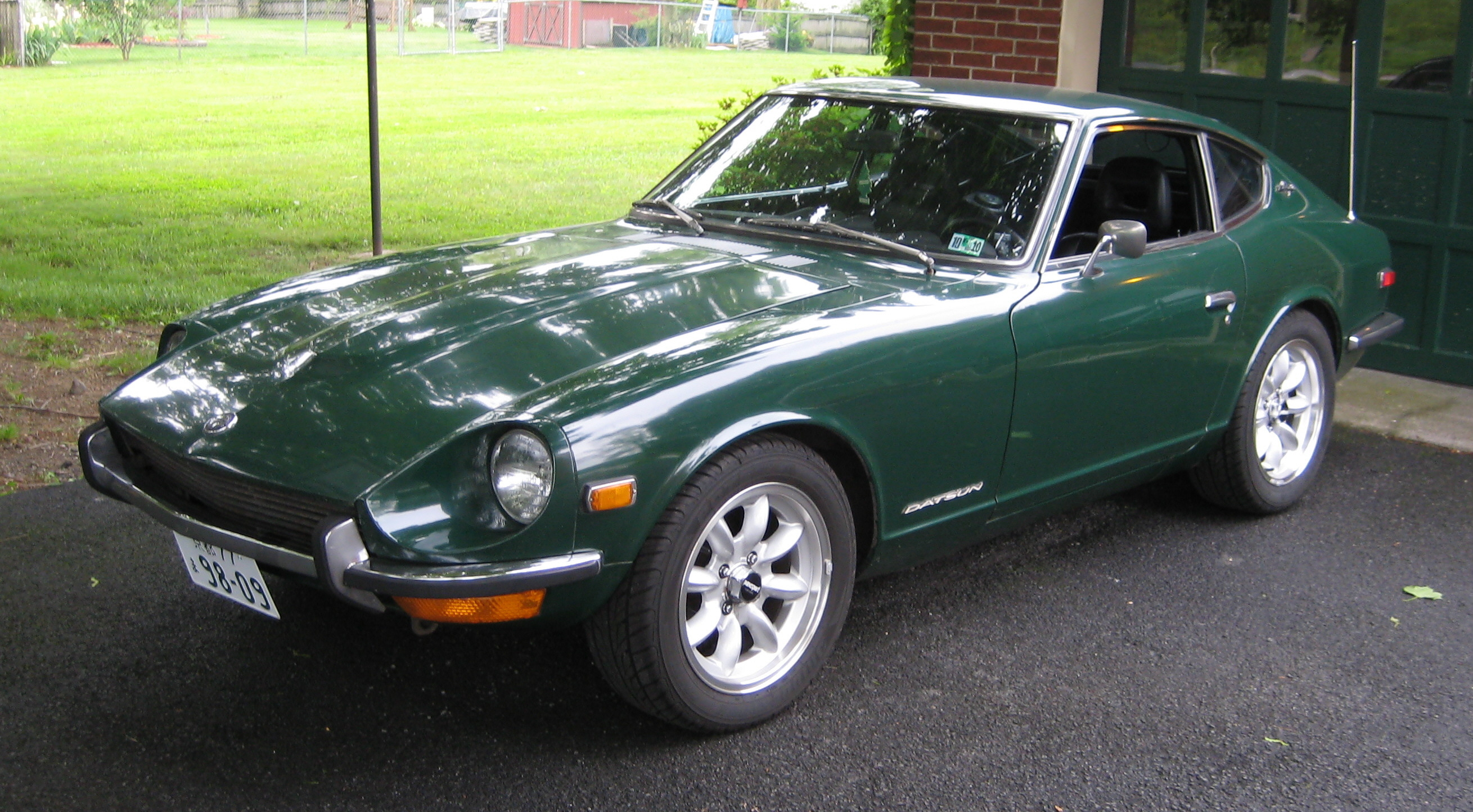
Datsun 240Z de 1971.

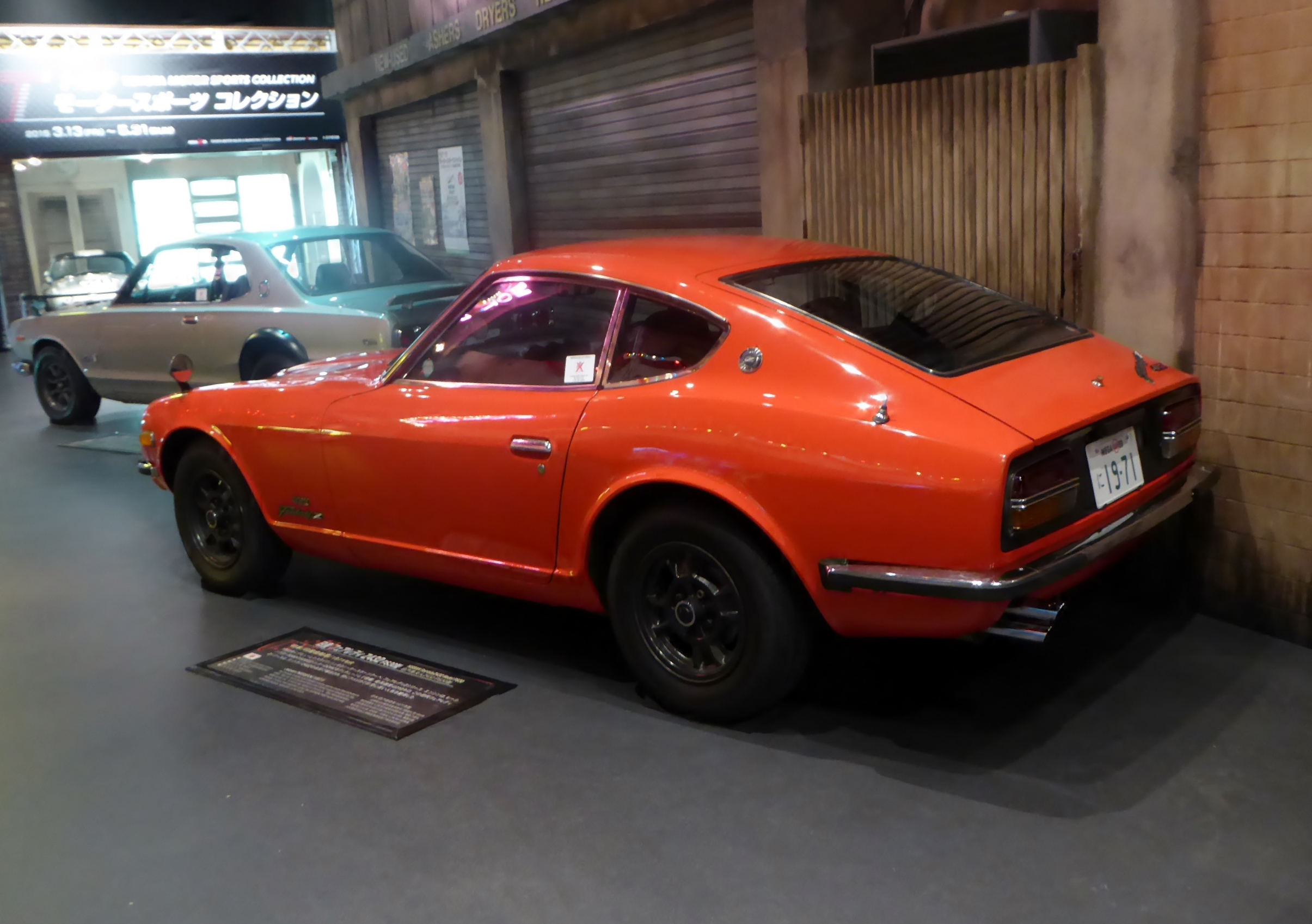
Z432 de 1971 junto a un Skyline 2000GT-R (KPGC10) de 1970.

Apoyados por el éxito del Datsun 510, Katayama contrató al diseñador de coches Yoshihiko Matsuo. Tenían que crear un coche nuevo que compitiera con los deportivos europeos manteniendo los costes bajos, por lo que debía ser rápido, con estilo y accesible, por lo que tendría que compartir elementos con otros Nissan.
El Datsun 240Z, con nombre código S30, llegó en 1969 por obra del equipo liderado por Yoshihiko Matsuo. También conocido como Nissan Fairlady Z en algunos mercados, empezaba una nueva familia de deportivos, con líneas afiladas con influencia europea, pero de carácter propio y buenas prestaciones. El nombre 240 se tomó directamente de su motor de seis cilindros en línea de 2393 cm³ (2,4 litros) naturalmente aspirado, que generaba una potencia máxima de 151 CV (149 HP; 111 kW) a las 5600 rpm y 21 kg·m (206 N·m; 152 lb·pie) de par máximo. Era derivado del cuatro cilindros del Bluebird y tenía dos carburadores, con un promedio de consumo de combustible de 11 L/100 km (9,1 km/L; 21,4 mpgAm). Las versiones para Estados Unidos y Japón fueron diferentes, con el de 2393 cm³ (2,4 litros) y 1989 cm³ (2 litros), respectivamente, pero con 130 CV (128 HP; 96 kW).
En Estados Unidos en su primer año completo se vendieron más de 45 000 unidades, 50 000 en 1972 y 40 000 más en 1973.
A finales de los años 1960, el Jaguar E-Type, Austin-Healey y el MGB empezaban a envejecer, así que había un vacío en el segmento y Datsun vio la oportunidad para desarrollar un nuevo modelo. En 1966, el equipo de diseño de Nissan comienza a trabajar en el desarrollo de un auto deportivo. Yutaka Katayama, quien se ocupaba de las ventas de Nissan en la costa este norteamericana, sugirió que fuera un cupé de dos plazas. El nuevo coche se denominó “Fairlady Z” en Japón y también sería destinado a la exportación. Fue presentado oficialmente el 22 de octubre de 1969, un mes antes en Norteamérica que en su país de origen.
El fabricante produjo durante los años 1960 pequeños descapotables inspirados en los Triumph, bajo la denominación “Sports 1600”  de 1965 a 1970; y “2000” de 1967 a 1970. Sin embargo, el 240Z era mucho más moderno y seguro, con su carrocería fastback.
La caja de cambios base era una transmisión manual de cuatro o cinco velocidades sincronizadas. La dirección era de cremallera, ligera y precisa, mientras que la suspensión era independiente de tipo MacPherson en las cuatro ruedas, lo que le permitía tener una buena estabilidad. Los frenos eran de disco delante y de tambor detrás. Su interior era de estilo norteamericano, con asientos tipo baquet.
A principios de los años 1970, la producción total del 240Z alcanza las 156 076 unidades. En 1971 se comienza a ofrecer la transmisión automática, pero solamente 10% de los clientes ordenaron esta opción.
El modelo tope de gama era el Z432, que contaba el mismo motor de seis cilindros en línea del Skyline GT-R (PGC10) (S20) de 1989 cm³ (2 litros) con 160 CV (158 HP; 118 kW). El “432” de su nombre provenía de las cuatro válvulas del bloque, los tres carburadores y el doble árbol de levas. Por otro lado, los rines de magnesio reducían su peso, al mismo tiempo que le aportaban un toque estilístico. Un diferencial autoblocante transfería la potencia al pavimento en cada curva.

### 260Z/280Z
La marca tuvo en 1974 su primera actualización bajo el nombre de 260Z, con un incremento a 2565 cm³ (2,6 litros) y nuevamente en 1975 con el 280Z, con un bloque incrementado a 2753 cm³ (2,8 litros) e inyección electrónica Bosch, en lugar de los carburadores previos.
Su motor producía 151 CV (149 HP; 111 kW) y se adapta a las nuevas reglas anticontaminación establecidas en los Estados Unidos al ser desarrollado en plena crisis del petróleo de 1973. La gran novedad era la aparición de la carrocería larga “2+2”, con una distancia entre ejes de 3,02 m (118,9 pulgadas) superior a los 2,3 m (90,6 pulgadas) del 240Z previo. Su producción total fue de 310 000 unidades.
A nivel estético venían con los parachoques anchos conformes a la nueva reglamentación norteamericana de las colisiones.
Debido a las normativas de emisiones, redujeron la potencia de 167 a 141 CV (165 a 139 HP) (123 a 104 kW). También vio la adición de unos parachoques obligatorios reforzados que aumentó el peso a 1170 kg (2579 libras). Lo más destacable fue el nuevo modelo de una carrocería 2+2 que estiró la distancia entre ejes en 30 cm (11,8 pulgadas). Así, el Z se estaba volviendo más un gran turismo que un deportivo.
El 280Z, que no debe confundirse con el 280ZX de la segunda generación, fue producido desde 1975 hasta 1978, en un esfuerzo por mantener a los modelos S30 deportivos frente a los requisitos de seguridad y emisiones de Estados Unidos. La serie S30 fue reemplazada en 1979 por el Nissan S130.
Al igual que la versiones anteriores, su motor contaba con bloque de hierro, cabeza de aleación, cigüeñal de siete cojinetes y árbol de levas de cabeza simple (SOHC). La "E" significa inyección electrónica de combustible multipunto, proporcionada por Bosch usando el sistema L-Jetronic.
Con el mismo bloque aumentado a 2753 cm³ (2,8 litros), el 260Z se transformó en el 280Z para 1975. Mejoró significativamente en 1977 con la adición de una transmisión manual de cinco velocidades, ya que anteriormente era de cuatro; y se mantuvo la caja automática de tres relaciones. Las ventas todavía eran fuertes, pero el Z de primera generación abandonó la producción tras finalizar 1978.

### Motorizaciones

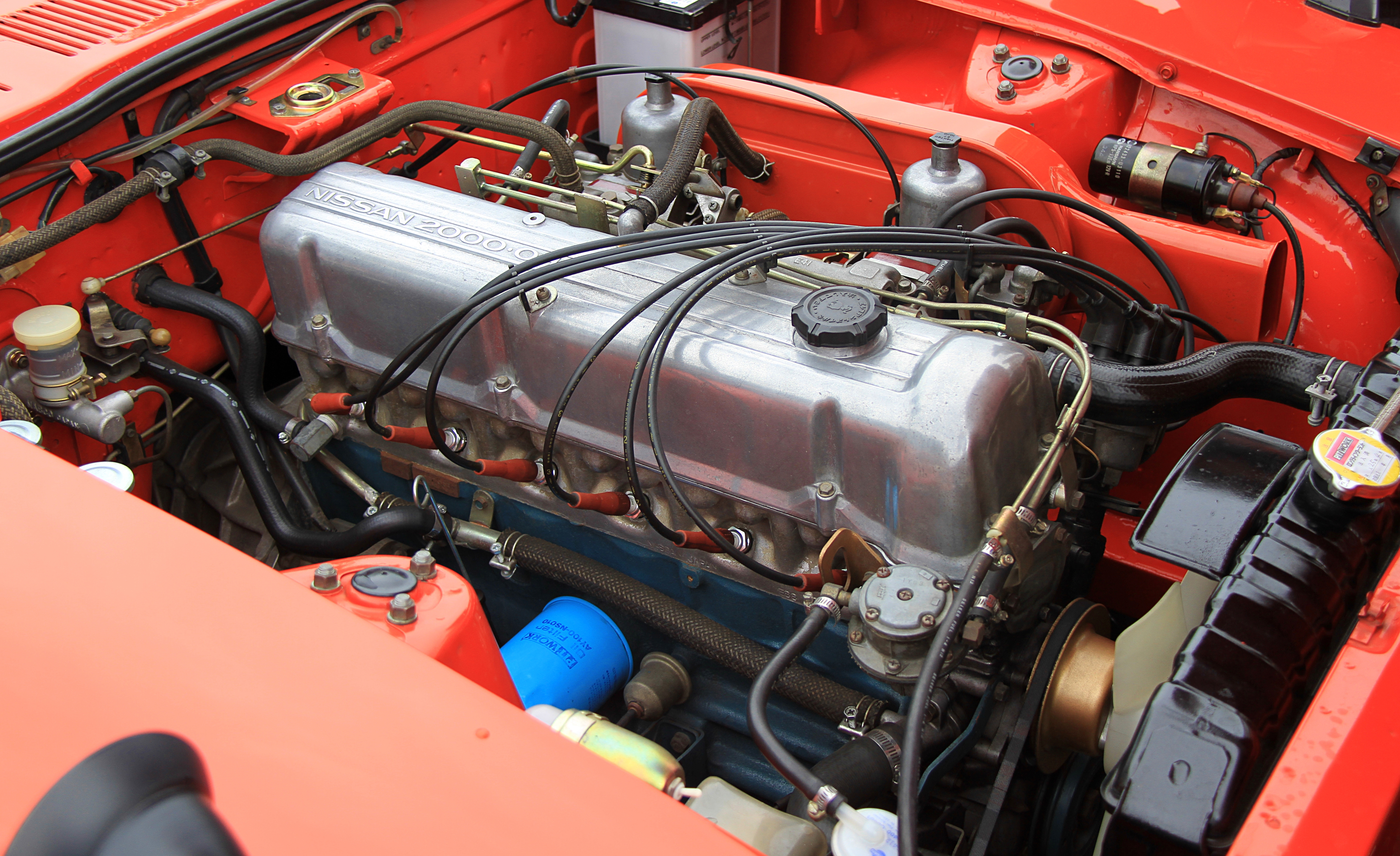
Motor en un Fairlady Z de 1971.

| Variantes             | Cilindrada       | Diámetro x carrera             | Distribución               | Alimentación                                      | Relación de compresión | Potencia máxima                    | Par máximo                      |
| --------------------- | ---------------- | ------------------------------ | -------------------------- | ------------------------------------------------- | ---------------------- | ---------------------------------- | ------------------------------- |
| Fairlady Z 432-R      | 1989 cm³ (2 L)   | 82 x 62,8 mm (3,23 x 2,47 plg) | DOHC 4 válvulas x cilindro | 3 carburadores Mikoni N 40 PHH-3                  | 9.5:1                  | 160 CV (158 HP; 118 kW) @ 7000 rpm | 177 N·m (131 lb·pie) @ 5600 rpm |
| Fairlady Z automático | 1998 cm³ (2 L)   | 78 x 69,7 mm (3,07 x 2,74 plg) | SOHC 2 válvulas x cilindro | 2 carburadores SU                                 | 8.6:1                  | 130 CV (128 HP; 96 kW) @ 6000 rpm  | 172 N·m (127 lb·pie) @ 4400 rpm |
| Datsun 240Z           | 2393 cm³ (2,4 L) | 83 x 73,7 mm (3,27 x 2,90 plg) | SOHC 2 válvulas x cilindro | 2 carburadores SU                                 | 8.8:1                  | 163 CV (161 HP; 120 kW) @ 5600 rpm | 198 N·m (146 lb·pie) @ 4400 rpm |
| Datsun 260Z 2+2       | 2565 cm³ (2,6 L) | 83 x 79 mm (3,27 x 3,11 plg)   | SOHC 2 válvulas x cilindro | 2 carburadores SU                                 | 8.3:1                  | 126 CV (124 HP; 93 kW) @ 5000 rpm  | 189 N·m (139 lb·pie) @ 3500 rpm |
| Datsun 260Z           | 2565 cm³ (2,6 L) | 83 x 79 mm (3,27 x 3,11 plg)   | SOHC 2 válvulas x cilindro | 2 carburadores SU                                 | 8.8:1                  | 164 CV (162 HP; 121 kW) @ 5600 rpm | 209 N·m (154 lb·pie) @ 4400 rpm |
| Datsun 280 Z          | 2753 cm³ (2,8 L) | 86 x 79 mm (3,39 x 3,11 plg)   | SOHC 2 válvulas x cilindro | Inyección electrónica multipunto Bosch L-Jetronic | 8.3:1                  | 151 CV (149 HP; 111 kW) @ 5600 rpm | 221 N·m (163 lb·pie) @ 4400 rpm |

| Tipo                 | 1.ª   | 2.ª   | 3.ª   | 4.ª | 5.ª   | Reversa | Final |
| -------------------- | ----- | ----- | ----- | --- | ----- | ------- | ----- |
| Manual               | 3.592 | 2.246 | 1.415 | 1   |       | 3.657   | 3.364 |
| Manual               | 3.321 | 2.077 | 1.308 | 1   | 0.864 | 3.382   | 3.545 |
| Automática Jatco L3N | 2.458 | 1.458 | 1     |     |       | 2.182   | 3.9   |

## Segunda generación (1978-1983)

### 280 ZX/280 ZX Turbo

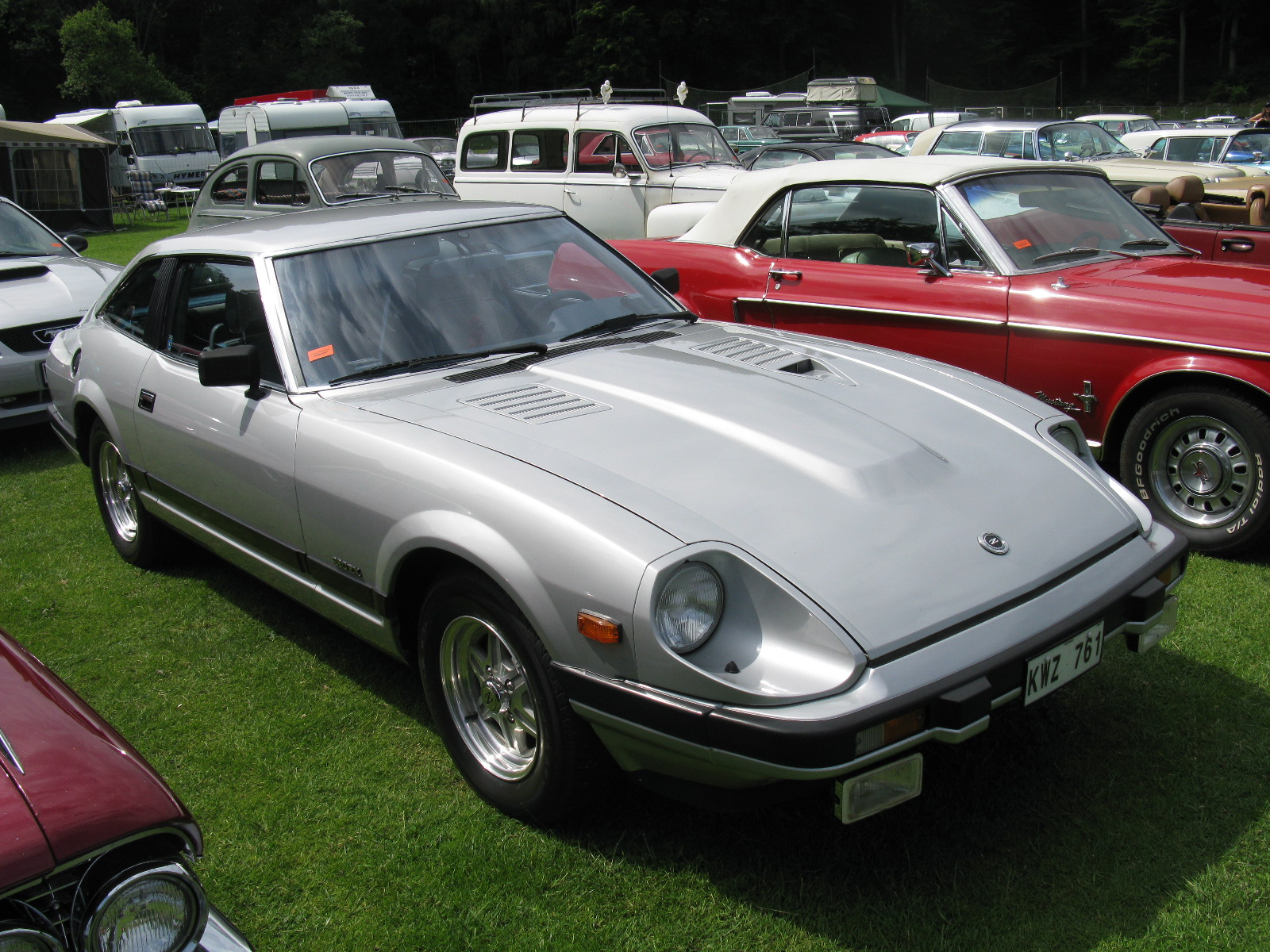
Nissan 280 ZX.

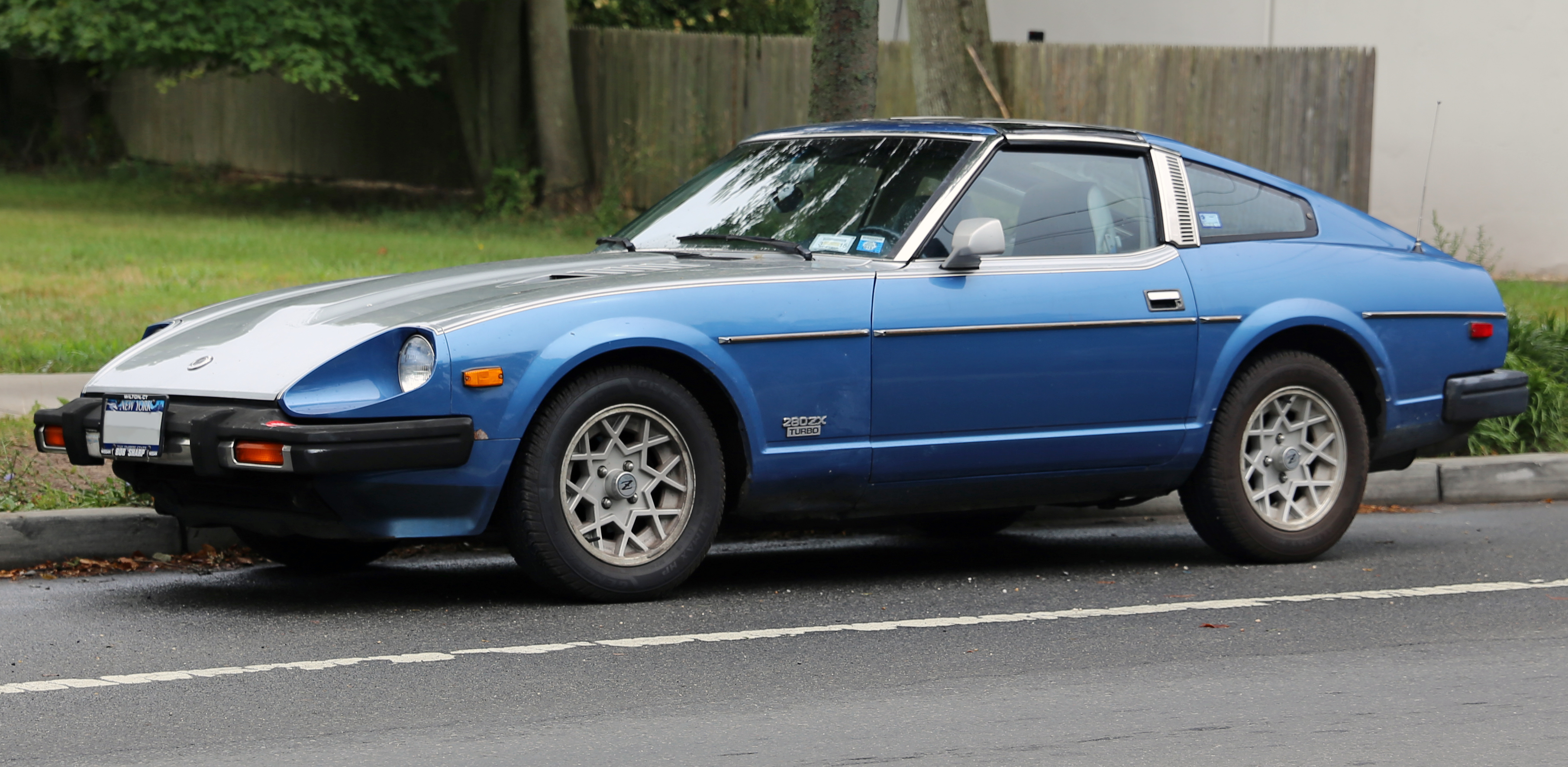
Datsun 280 ZX Turbo.

La segunda generación llegó en 1978 como respuesta a la evolución constante del segmento, en especial por la llegada del Toyota Celica Supra. Para la creación del Nissan 280 ZX, con nombre código S130, se mantuvo intacta la configuración de seis cilindros en línea y 2753 cm³ (2,8 litros), acoplado a la transmisión manual de cinco relaciones. El resto del coche cambió por completo, buscando un giro hacia un segmento más lujoso y menos purista, ya que el mercado presentaba esa tendencia. Además de un diseño modernizado y menos clásico, los cambios introdujeron nuevas opciones con versiones "2+2", además del tradicional biplaza, nuevas transmisiones automáticas de tres velocidades, una variante con turbocompresor y un doble techo-T fijo desmontable. Tal vez había perdido algo de su esencia, pero con la potencia incrementada hasta 180 CV (178 HP; 132 kW) y 28 kg·m (275 N·m; 203 lb·pie), lo llevaron a colocar 86 007 unidades en el mercado en su primer año, dando resultado dicho giro. A fin de tener un modelo más potente y competitivo en el mercado norteamericano, ya se había desarrollado antes el 280Z con un motor más grande que producía 151 CV (149 HP; 111 kW).
A finales de 1978 se presentaría el “280ZX”. La potencia se reduce a 135 CV (133 HP; 99 kW) debido a los controles anticontaminación más severos en los Estados Unidos. Los acabados eran más lujosos y fue bien recibido por los críticos y el público en general. Obtuvo el premio del “mejor auto importado” de la afamada revista Motor Trend.
En 1979 se vendieron 86 007 unidades.
En 1980 aparece el techo “T Top” removible, que equiparía a casi la mitad de los coches vendidos.
En 1981 la compresión del motor aumenta la potencia a 145 CV (143 HP; 107 kW). Después se presentaría un modelo turbo con 180 CV (178 HP; 132 kW).
En 1982 las ventas bajan a 57 260 unidades y los últimos 280ZX son vendidos en 1983.

## Tercera generación (1983-1990)

### 300ZX (Z31)

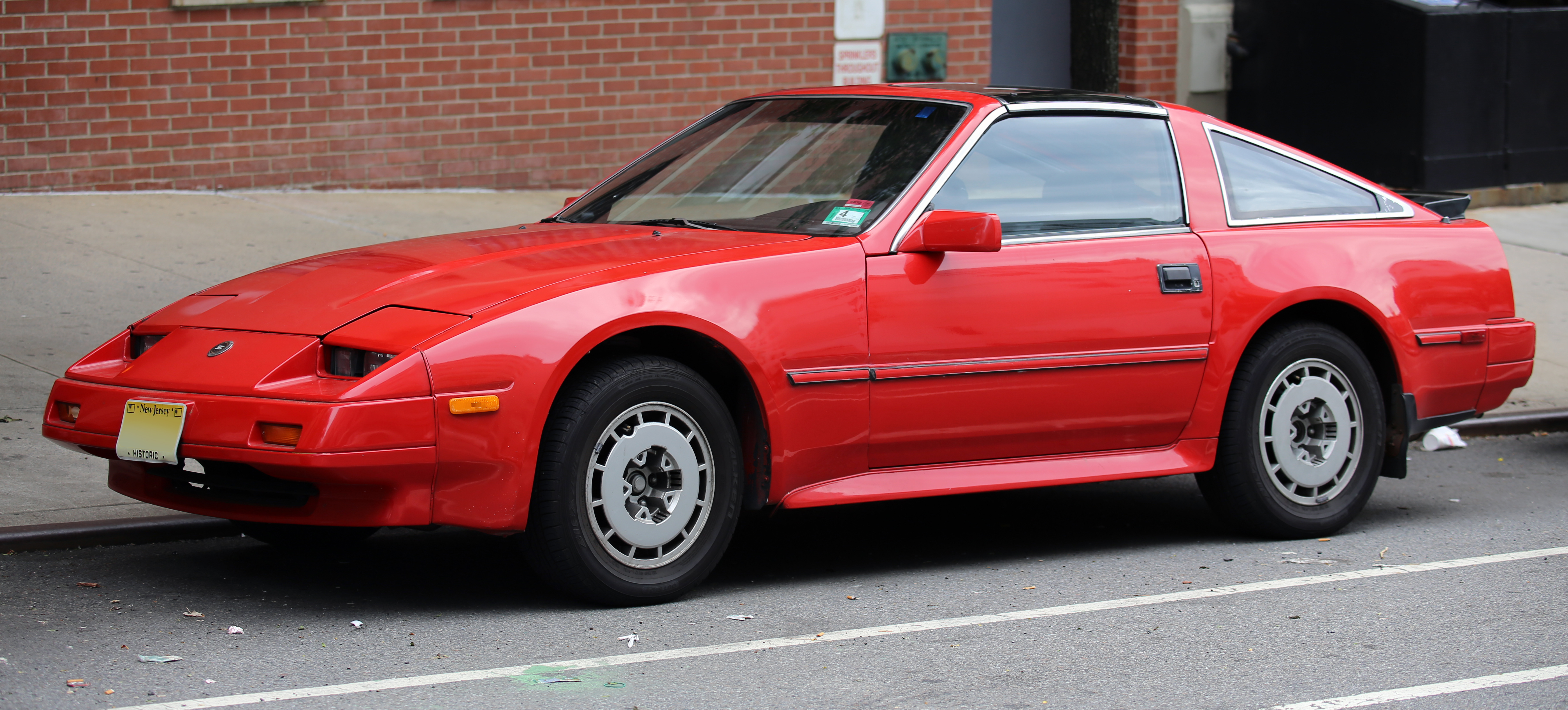
T-top de 2 asientos atmosférico modelo 1989.

El aterrizaje en el mercado del 300ZX tuvo lugar en 1983 cuando, conscientes de que el continuismo del Datsun 280 ZX con respecto al mítico 240, empezaba a pasar factura a su línea de deportivos, la marca de coches nipona decidió dar un nuevo paso hacia adelante creando uno de sus modelos más míticos. En contraste con sus predecesores, el recién llegado hacía gala de unas formas mucho más propias de la década que lo vio nacer con unas líneas muy rectas que, además, contaba con faros escamoteables delanteros y un habitáculo con formato 2+2.
El coche es diseñado por Kazumasu Takagi y su equipo, quienes mejoran la aerodinámica e incrementan el rendimiento en comparación a su predecesor, con un coeficiente aerodinámico de 0.30 y un motor V6, el primero fabricado en masa en un modelo japonés.
Para darle movimiento al conjunto, se optó por un planteamiento de motor delantero y propulsión que, gracias a una serie de hasta cinco bloques de seis cilindros dispuestos en línea o en V con distintas culatas e incluso turbocompresor, con potencias comprendidas entre los 160 y 228 HP (162 y 231 CV) (119 y 170 kW), que podían acoplarse a una transmisión manual de cinco marchas, o bien, una automática de cuatro que aportaba algo más de confort a este 2+2 de la vieja escuela, a cambio de recortar ligeramente sus prestaciones. El modelo más comedido era capaz de firmar un 0 a 100 km/h (62 mph) en 10.7 segundos, que podían quedarse en solamente 7.1 si se optaba por la variante más potente de todas.

## Cuarta generación (1990-2002)

### 300ZX (Z32)

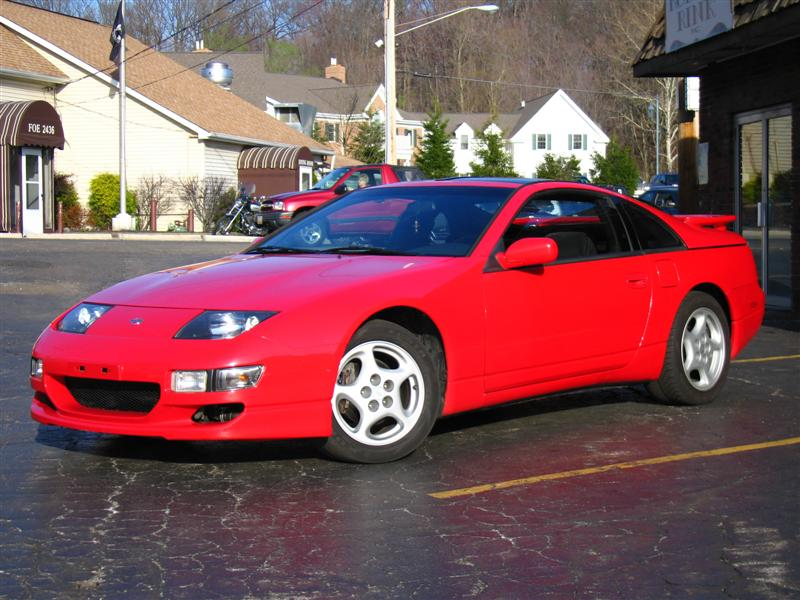
Modelo rojo en Lituania.

Tras siete años cosechando un gran éxito en el mercado con 329 900 unidades puestas en circulación en todo el mundo, en 1990 llegó el momento de actualizar al 300ZX para darle una nueva imagen que enamoraría a propios y extraños, gracias a unas líneas todavía más acertadas, una cintura muy baja y un comportamiento dinámico espectacular: el Z32.
Por primera vez en 20 años se decide rediseñar desde cero la imagen del modelo Z, manteniendo viva la carrocería con configuración de tres puertas. Las líneas se suavizan y todos los componentes de plástico en los parachoques desaparecen para dar paso a piezas de color carrocería, un elegante alerón trasero, un perfil más ancho y un coeficiente aerodinámico que, sorprendentemente pasaba a 0.31 desde los 0.30 del Z31 anterior.
Cuando llegó la hora de presentar la 4.ª generación del Z, Nissan quiso volver a la esencia de un deportivo puro, pero sin abandonar la sofisticación que el Z había alcanzado con el paso del tiempo. Después de todo, uno de los propósitos del recién instaurado presidente de Nissan, Yutake Kume, era que su compañía fuera el líder tecnológico mundial entrando a la década de 1990 y, para cargar ese estandarte, escogieron al Nissan Z. La meta era estratosférica: que el nuevo Z fuera el mejor coche deportivo del mundo.
Un enorme esfuerzo fue volcado en su desarrollo. La plataforma era totalmente nueva, 35% más rígida que su antecesor Z31. Las suspensiones eran independientes con arreglo multilink en las cuatro esquinas y el diferencial de deslizamiento limitado era viscoso. El sistema Súper HICAS, el cual fue accionado hidráulicamente hasta 1994 y, posteriormente, mediante un actuador eléctrico, le daba dirección parcial en el eje trasero. El bastidor entero era un portento tecnológico, afinado para ofrecer el manejo más deportivo posible.

## Quinta generación (2002-2008)

### 350Z (Z33)

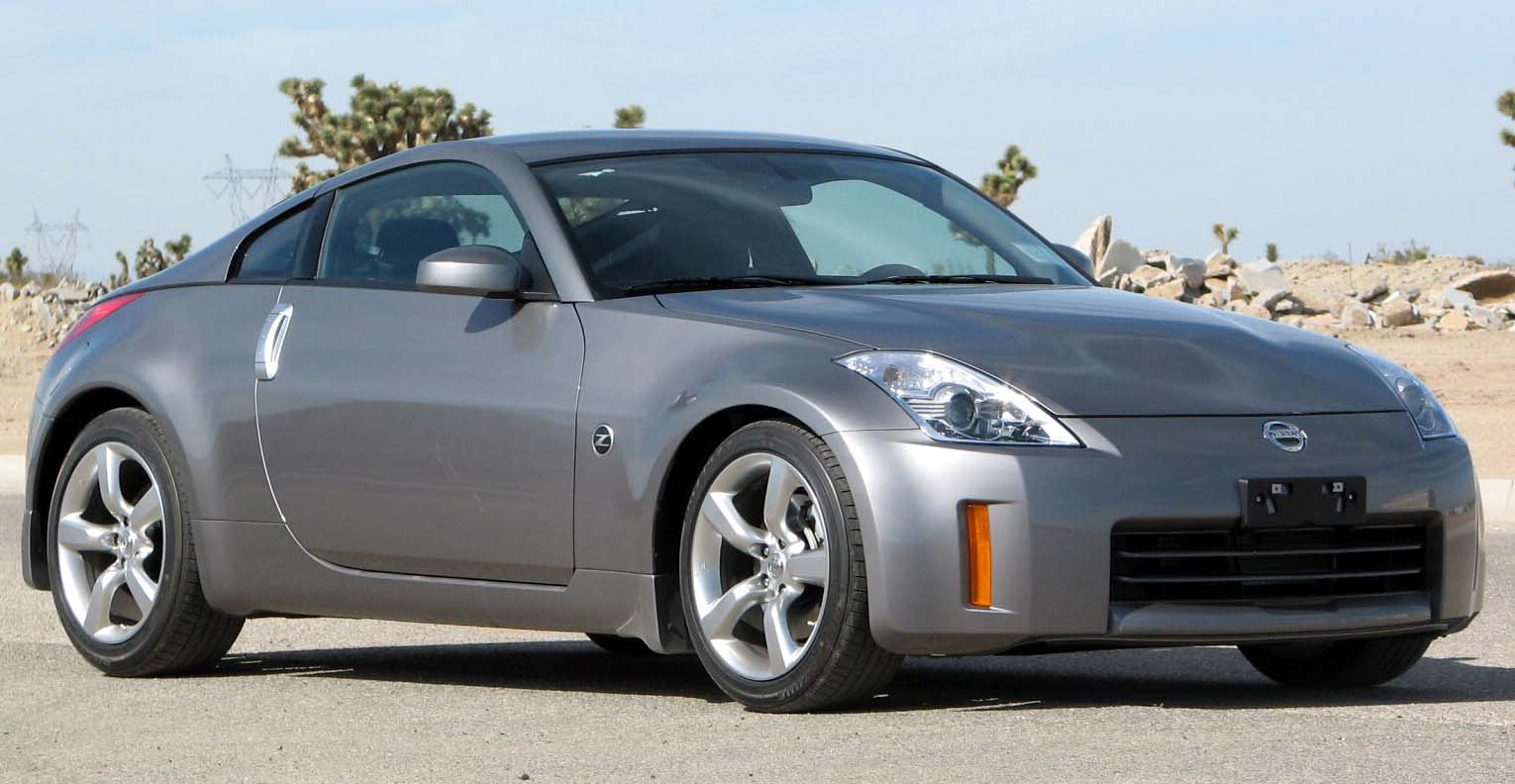
Modelo 2008 en Estados Unidos.

Llegó desde Japón hasta cierto punto rápido, pero cuando los tuners le pusieron las manos encima, se volvió uno de los coches más populares para ser modificado. Se presentó al mundo en 2001, entró a producción, comenzó a venderse en 2002 como modelo 2003 y terminó su ciclo en 2008 con algunos modelos vendiéndose todavía en 2009 junto a su reemplazo el 370Z.
Estaba disponible con carrocerías cupé y descapotable, con transmisión manual de seis marchas o automática de cinco marchas. El nombre 350Z proviene de su cilindrada expresada en centilitros.
Algunos de sus rivales eran el Alfa Romeo Brera, el Audi TT, el BMW Z4, el Mazda RX-8, el Honda S2000 y el Mercedes-Benz Clase SLK. Utilizaba la misma plataforma FM que otros turismos y todoterrenos de Infiniti, tales como: el Infiniti G, el Infiniti M y el Infiniti FX.
Inicialmente, la única planta motriz disponible era un V6 con distribución de doble (DOHC) árbol de levas y cuatro válvulas por cilindro, denominado VQ35DE que lo compartía con los Altima, Maxima, la minivan Quest y el Infiniti G35; aunque con varias modificaciones para darle una sensación más deportiva. En su lanzamiento, desarrollaba una potencia máxima de 287 HP (291 CV; 214 kW), que luego fue aumentada a 300 HP (304 CV; 224 kW), sacrificándole un poco de bajos al coche y ganándole algo más de revoluciones al corte. A partir de enero de 2007, lleva una versión modificada de ese motor, llamada VQ35HR, potenciada hasta los 306 HP (310 CV; 228 kW) y un par máximo de 37 kg·m (363 N·m; 268 lb·pie), la cual se puede distinguir fácilmente por una doble línea de admisión. Con esta modificación, la aceleración de 0 a 100 km/h (62 mph) se conseguía en 5.7 segundos, dos décimas menos que antes.
Llevaba una suspensión independiente tipo MacPherson delante y una trasera multibrazo, lo que favorecía el buen manejo en curvas y para detenerse usaba frenos de disco en las cuatro ruedas. Sin embargo, en las versiones más completas llevaba frenos de mayor poder firmados por Brembo.

## Sexta generación (2008-2020)

### 370Z (Z34)

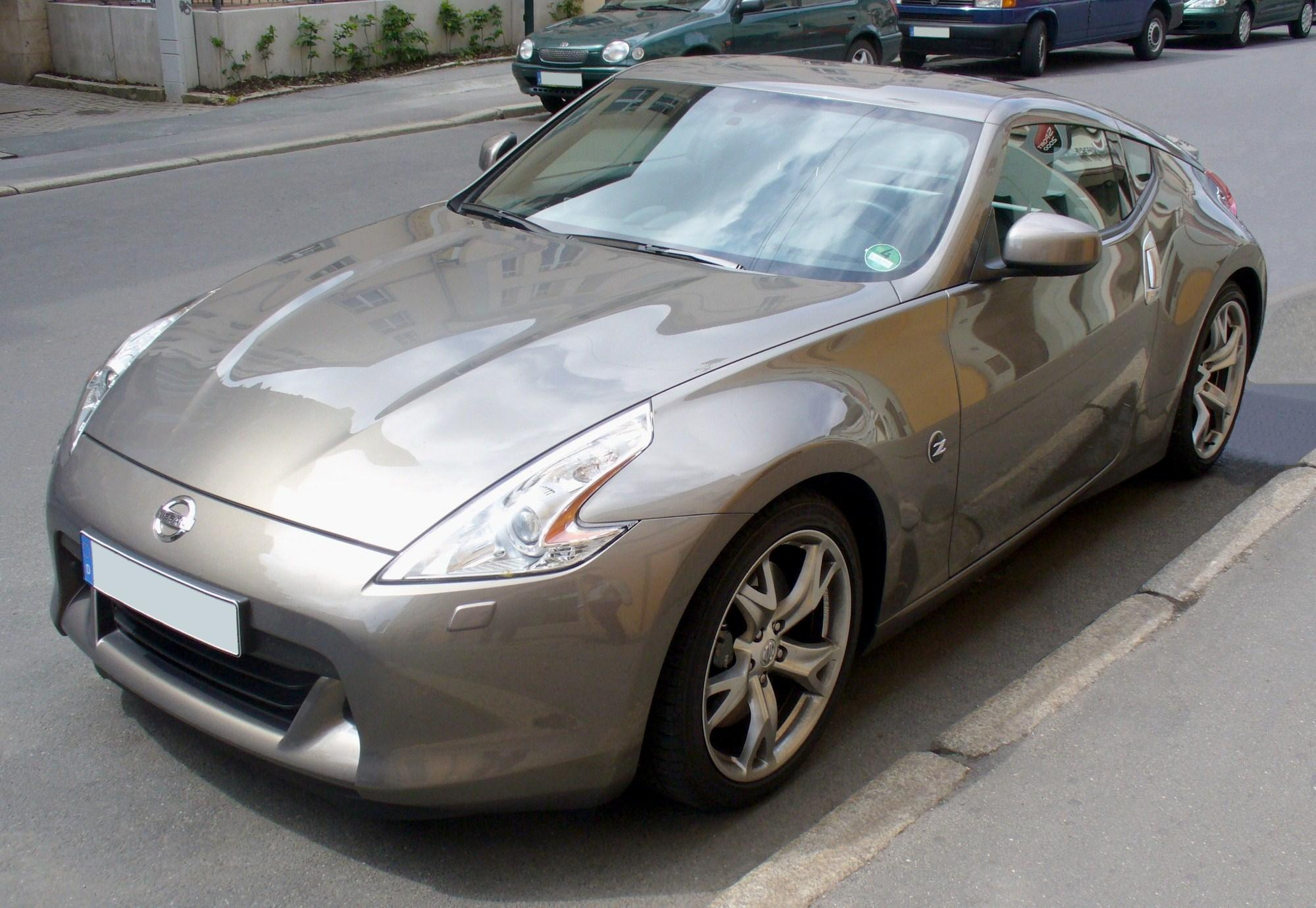
En color platino grafito.

El 29 de octubre de 2008 el 370Z cupé entró a producción, para ser presentado posteriormente en el Salón del Automóvil de Los Ángeles y las primeras ventas comenzaron a principios de 2009, mientras que la versión roadster salió a la venta a finales del verano de 2009, ya como modelo 2010. Sus principales rivales eran: Audi TT, BMW Z4, Mercedes-Benz Clase SLK, Porsche Boxster, Porsche Cayman y Jaguar F-Type.
En 2020 y luego de más de diez años en el mercado, Nissan deja de producir 370Z, para dar paso a su nueva generación. Presentándose ese mismo año, el Nissan Z Proto y al año siguiente se presentaría su versión de producción, que se comercializará en 2022. Sustituye al 350Z ofreciendo más potencia con menor consumo, es más ligero, con dimensiones diferentes e incorpora interesantes novedades que los convierten en un atractivo y excitante deportivo. Se ha construido sobre una plataforma nueva que, en realidad, desarrolla la de su antecesor en la que la distancia entre ejes se ha reducido en 10 cm (3,9 pulgadas), pero se han aumentado las vías en 1,5 cm (0,6 pulgadas) la delantera y 5,5 cm (2,2 pulgadas) la trasera, con lo que se mejora la estabilidad y la agilidad, sobre todo en los pasos de curva.
Tiene el motor delantero montado longitudinalmente con tracción trasera. El vehículo cuenta con un cofre largo, como es común en los Fairlady Z y una luneta trasera estilo Fastback.
El interior del habitáculo es un diseño sencillo. El principal indicador se monta directamente a la columna de dirección, que permite su movimiento para que coincida con los ajustes del volante. Los medidores adicionales se montan en el centro. El tablero incluye información como: consumo de combustible, distancia recorrida, mantenimiento y estado del vehículo junto al tacómetro de gran tamaño.
Tiene un óptimo balance entre peso y rigidez que permite manejar con confianza bajo cualquier condición. A diferencia del 350Z, en el 370Z sí se puede hacer uso de la guantera delantera. Estéticamente, recibe una nueva gama de rines de aluminio de 18 y 19 pulgadas (45,7 y 48,3 cm), estas últimas disponibles solamente al adquirir el paquete deportivo. Se incorpora también un paragolpes delantero rediseñado con unas luces diurnas led integradas y dos nuevos colores de carrocería: rojo magma y azul medianoche.

## Séptima generación (2020-presente)

### Nissan Z (RZ34)

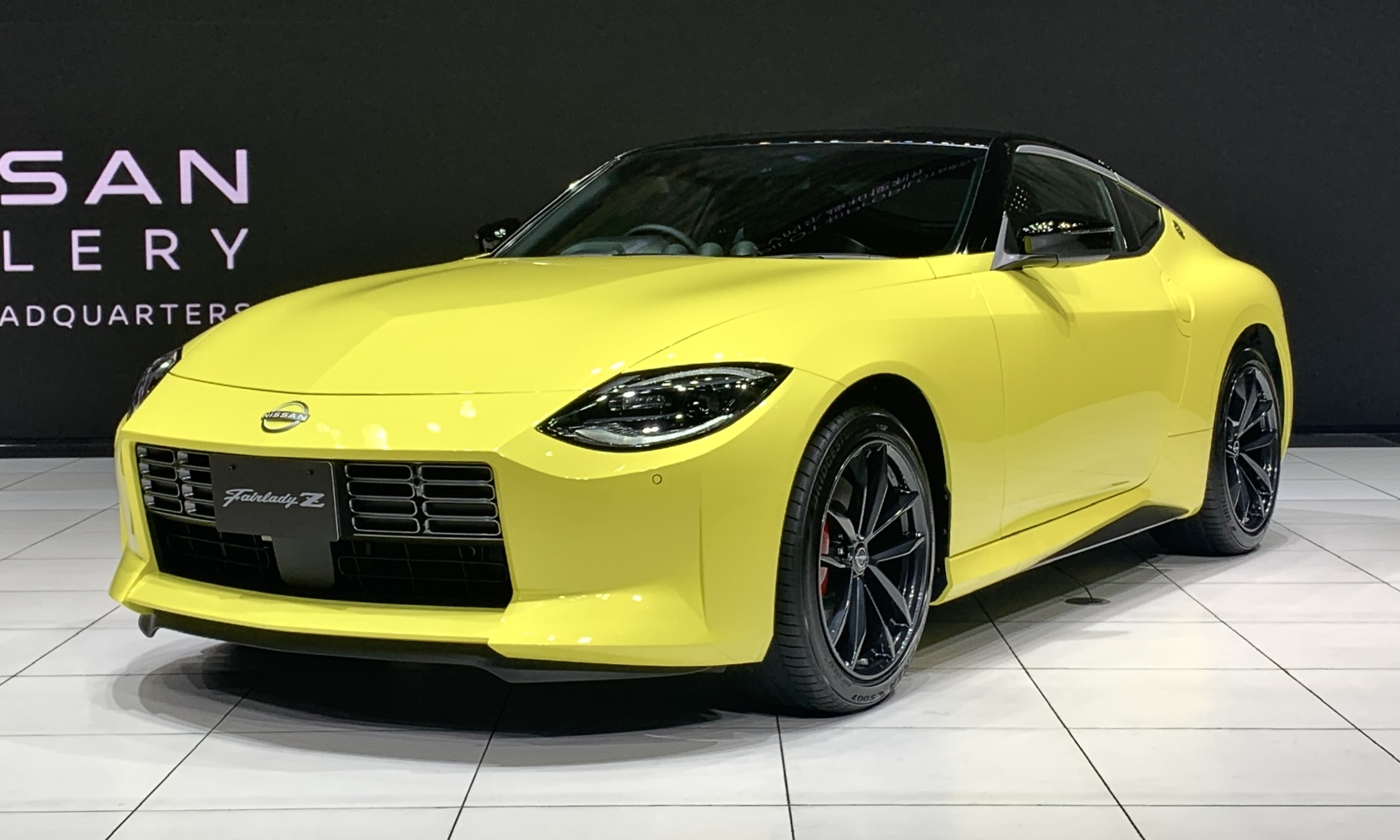
Versión ST de 2022, con especificaciones de Japón.

El Nissan Z (Z34) fue presentado en 2020 como el Nissan Z Proto, para adelantar el futuro del deportivo. Es el primer modelo Z en no contar con la designación numérica iniciada por Yukata Katayama, con el Datsun 240Z de la primera generación.
Presenta una serie de cambios de diseño con respecto al prototipo mostrado por primera vez en septiembre de 2020, el Z Proto. Estéticamente, recupera en gran medida el diseño del modelo de preserie, por lo que solamente cambian algunos detalles. La parrilla, que antes era una pieza única en negro, se ha dividido en dos secciones que consisten en una malla superior de colores brillantes y una sección inferior en negro que alberga los sensores de asistencia al conductor. La parte trasera cuenta con un pequeño alerón en el portón de maletero. Lo demás es igual al prototipo inicial y se mantiene el diseño "retro" inspirado en el Datsun 240Z original.
Está equipado con un motor V6 VR30DDTT biturbo de 2997 cm³ (3 litros), con una potencia máxima de 400 HP (406 CV; 298 kW) a las 6400 rpm, con un límite de régimen (línea roja) de 6800 rpm y un par máximo de 475 N·m (350 lb·pie) de 1600 a 5600 rpm. Está acoplado a una transmisión manual de seis velocidades heredada del anterior 370Z, o bien, más adelante se ofrecería opcionalmente una automática de nueve relaciones con paletas detrás del volante. En ambos casos, la versión Performance tiene función de control de lanzamiento ("Launch control").

## En competición

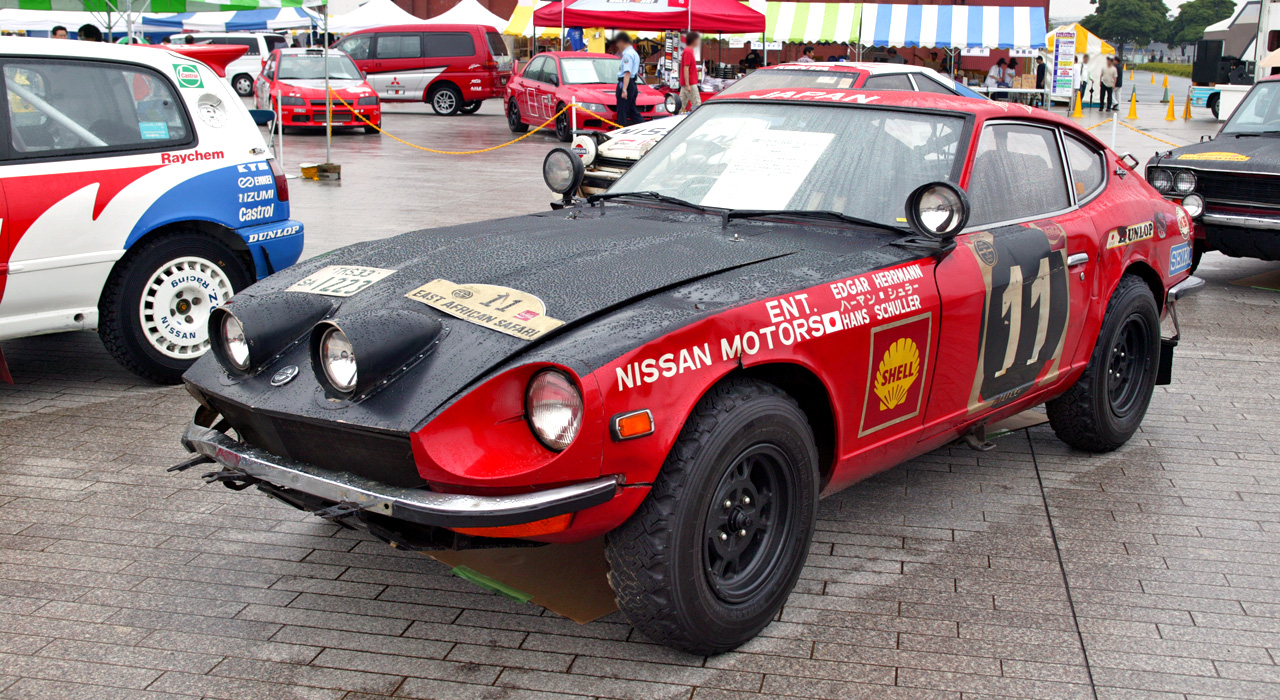
240Z de 1971 ganador del 19.º East African Safari Rally.

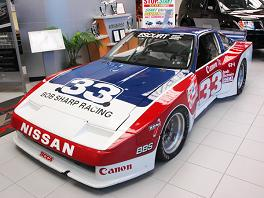
Z31 de Bob Sharp Racing.

Usando 240Z homologados como Grupo 4 ante la FIA. Compitió en el Campeonato Internacional de Marcas y también se destacó en las competencias internacionales, ya que en 1971 logra los dos primeros puestos en el “East African Safari Rally” de Kenia-Uganda o el Southern Cross australiano, con un fuerte equipo: el alemán Edgard Herrmann y el finlandés Rauno Aaltonen.
En Estados Unidos también participaron de rallys y ganaron el Campeonato SCCA en 1975, 1976 y 1977 y siguieron participando hasta casi los años 1990 en sus distintas generaciones, en carreras de circuitos como la IMSA, donde corría en la categoría de Gran Turismos de menos de 2.5 litros. En 1979, Paul Newman ganó con un 280Z la categoría C-production del SCCA y continuó corriendo hasta que logró ganar nuevamente en 1985 y 1986, esa vez ya con un 300 ZX turbo.
Tomó la salida en varias competiciones de carácter internacional aunque, como solía suceder en aquellos tiempos, su presencia dentro de la pista era más fuerte en los mercados, que sus directivos consideraban más interesantes con el objetivo de mejorar sus cifras de ventas. Entre las distintas incursiones sobre los circuitos perpetradas, destaca la victoria de Paul Newman en Lime Rock Park dentro de la categoría Trans-Am y la sobrecogedora imagen proyectada por el artefacto creado para la división IMSA, en sus escalones destinados a los vehículos de clase GTP, GTO y GTS.
En 1973, ganó el 21.º Rally Safari de África Oriental, con el piloto indio-keniata Shekhar Mehta, quien ganaría cinco veces el Rally Safari. También tuvo mucho éxito en las carreras de la SCCA en la década de 1970: Bob de Sharp Racing de Wilton, CT Sharp, Elliot Forbes – Robinson y más tarde Paul Newman como algunos de sus conductores y Brock Racing Enterprises (BRE) con John Morton. También tuvieron mucho éxito con el Z-Car entre 1970 y 1978. Fue galardonado con la prestigiosa Copa Kimberly y muchos campeonatos más.
Actualmente las nuevas generaciones Z, especialmente el 350 Z, se siguen utilizando en circuitos y en competencias de drifting, tanto en Japón como en Estados Unidos.